# Lista de deputados estaduais do Amapá da 8.ª legislatura
Esta é a lista de deputados estaduais do Amapá eleitos para a 8.ª legislatura. Um total de 24 deputados estaduais foram eleitos em 7 de outubro de 2018, sendo 14 reeleitos. Os parlamentares irão legislar por um mandato de quatro anos entre 1º de fevereiro de 2019 e 31 de janeiro de 2023. A cada biênio, será eleita uma mesa diretora dentre os parlamentares para chefiar os trabalhos da Assembleia Legislativa do Amapá.

## Mesa diretora

### Primeiro biênio (2019–2020)
A primeira mesa teve apenas uma chapa concorrendo, e foi aclamada por 20 dos 24 deputados. Kaká Barbosa, que havia assumido a presidência da assembleia com a cassação do titular Moisés Souza em 2015 foi reconduzido ao cargo.
| Foto | Cargo               | Nome            | Partido       |
| ---- | ------------------- | --------------- | ------------- |
|      | Presidente          | Kaká Barbosa    | PL            |
|      | 1.º Vice-presidente | Telma Gurgel    | PRP           |
|      | 2.ª Vice-presidente | Max da AABB     | Solidariedade |
|      | 1.ª Secretária      | Edna Auzier     | PSD           |
|      | 2.ª Secretário      | Pastor Oliveira | PRB           |
|      | 3.º Secretário      | Jory Oeiras     | DC            |
|      | 4.ª Secretária      | Jaime Perez     | PTC           |

### Segundo biênio (2021–2022)
Em 13 de fevereiro de 2020, Kaká Barbosa e os demais membros da Mesa Diretora foram reeleitos por 23 votos a favor e apena sum contrário, o do deputado Paulo Lemos. O parlamentar concorreu em chapa única e a composição da Mesa Diretora será a mesma da atual legislatura, composta por duas vice-presidências e quatro secretarias. 
| Foto | Cargo               | Nome            | Partido       |
| ---- | ------------------- | --------------- | ------------- |
|      | Presidente          | Kaká Barbosa    | PL            |
|      | 1.º Vice-presidente | Telma Gurgel    | PODE          |
|      | 2.ª Vice-presidente | Max da AABB     | Solidariedade |
|      | 1.ª Secretária      | Edna Auzier     | PSD           |
|      | 2.ª Secretário      | Pastor Oliveira | Republicanos  |
|      | 3.º Secretário      | Jory Oeiras     | DC            |
|      | 4.ª Secretária      | Jaime Perez     | PTC           |

## Composição das bancadas
| Partido      | Líder                | Bancada | Posição      |
| ------------ | -------------------- | ------- | ------------ |
| PL           | Luciana Gurgel       | 4 / 24  | Oposição     |
| MDB          | Junior Favacho       | 3 / 24  | Oposição     |
| PDT          | Jesus Pontes         | 2 / 24  | Governo      |
| Podemos      | Telma Gurgel         | 2 / 24  | Oposição     |
| Cidadania    | Jack JK              | 1 / 24  | Governo      |
| REDE         | Doutor Victor Amoras | 1 / 24  | Oposição     |
| PSDB         | Dr.Alberto Negrão    | 1 / 24  | Oposição     |
| UNIÃO        | Alliny Serrão        | 1 / 24  | Governo      |
| PROS         | Raimunda Beirão      | 1 / 24  | Governo      |
| PSD          | Edna Auzier          | 1 / 24  | Independente |
| Republicanos | Pastor Oliveira      | 1 / 24  | Governo      |
| PP           | Jory Oeiras          | 1 / 24  | Independente |
| PSOL         | Paulo Lemos          | 1 / 24  | Oposição     |
| PSC          | Zezinho Tupinambá    | 1 / 24  | Governo      |
| PSB          | Cristina Almeida     | 1 / 24  | Oposição     |
| PTB          | Jaime Perez          | 1 / 24  | Governo      |

## Deputados Estaduais
| Nome | Nome                 | Partido       | Coligação                      | Votos | Notas | Perfil |
| ---- | -------------------- | ------------- | ------------------------------ | ----- | --- | ------ |
|      | Aldilene Souza       | PDT           | REDE/ PPL                      | 4.107 | Eleita pelo PPL |        |
|      | Alliny Serrão        | UNIÃO         | DEM / PSDB / Avante / Patriota | 8.987 | O partido fundiu-se ao PSL, dando origem ao União Brasil (UNIÃO).                                                                                        |        |
|      | Charly Jhone         | PL            | PL / PSL / Cidadania / PHS     | 2.595 | | —      |
|      | Cristina Almeida     | PSB           | PT / PSB                       | 3.052 | |        |
|      | Diogo Senior         | PODE          | PROS / PTB / PMB               | 5.188 | Eleito pelo PMB. |        |
|      | Dr.Alberto Negrão    | PSDB          | PP                             | 4.079 | Eleito pelo PP |        |
|      | Dr.Victor Amoras     | REDE          | REDE / PPL                     | 4.037 | |        |
|      | Edna Auzier          | PSD           | PSD / Solidariedade            | 6.632 | |        |
|      | Jack JK              | Solidariedade | PL / PSL / Cidadania / PHS     | 5.275 | Impugnado em 2018, assumiu o cargo de deputado após uma decisão do STF, em janeiro de 2020, tirando do cargo o então deputado Doutor Jaci Amanajás (MDB) |        |
|      | Jaime Perez          | PTB           | PTC                            | 5.446 | Eleito pelo PTC |        |
|      | Jesus Pontes         | PDT           | PTC                            | 3.894 | Eleito pelo PTC. |        |
|      | Jory Oeiras          | PP            | PDT / MDB / DC / Republicanos  | 5.466 | Eleito pelo DC. |        |
|      | Junior Favacho       | MDB           | DEM / PSDB / Avante / Patriota | 5.585 | Eleito pelo DEM. |        |
|      | Kaká Barbosa         | PL            | PL / PSL / Cidadania / PHS     | 7.201 | |        |
|      | Luciana Gurgel       | PL            | PL / PSL / Cidadania / PHS     | 5.825 | |        |
|      | Doutor Jaci Amanajás | MDB           | PDT / MDB / DC / Republicanos  | 8.950 | Assumiu a vaga de Marília Góes, nomeada para o Tribunal de Contas do Amapá                                                                               |        |
|      | Max da AABB          | MDB           | PSD / Solidariedade            | 6.124 | Eleito pelo Solidariedade |        |
|      | Pastor Oliveira      | Republicanos  | PDT / MDB / DC / Republicanos  | 5.852 | |        |
|      | Paulinho Ramos       | MDB           | PL / PSL / Cidadania / PHS     | 3.783 | Eleito pelo PL. |        |
|      | Paulo Lemos          | PSOL          | PSOL / PV / PMN                | 5.031 | |        |
|      | Raimunda Beirão      | PROS          | PROS / PTB / PMB               | 7.512 | Assumiu a vaga de Dr.Furlan (Cidadania), eleito prefeito de Macapá em 2020.                                                                              |        |
|      | Telma Gurgel         | PODE          | PCdoB / PRP                    | 5.601 | Eleita pelo PRP |        |
|      | Telma Nery           | Cidadania     | DEM / PSDB / Avante / Patriota | 4.942 | Eleito pelo PSDB. |        |
|      | Zezinho Tupinambá    | PSC           | PSC                            | 4.184 | |        |

## Renúncias
| Nome         | Partido   | Coligação                   | Votos | Data                    | Motivo                                               | Efetivado(a)           | Ref.   |
| ------------ | --------- | --------------------------- | ----- | ----------------------- | ---------------------------------------------------- | ---------------------- | ------ |
| Dr.Furlan    | Cidadania | PROS/ PTB / PMB             | 7.512 | 1 de janeiro de 2021    | Eleito prefeito de Macapá em 2020                    | Raimunda Beirão (PROS) | [ 37 ] |
| Marília Góes | PDT       | PDT/ MDB/ DC / Republicanos | 8.950 | 25 de fevereiro de 2022 | Nomeada para o Tribunal de Contas do Estado do Amapá | Jaci Amanajás (MDB)    | [ 37 ] |